# غوردون راندولف
غوردون راندولف (بالإنجليزية: Gordon Randolph) هو صحفي أمريكي، ولد في 3 أكتوبر 1915، وتوفي في 6 نوفمبر 1999.